# Irene Goldin
Mabel Irene Goldin (ocasionalmente también Golden), m. Spiegel (Brooklyn, Nueva York, 10 de enero de 1910-Viena, 15 de enero de 2004) fue una enfermera estadounidense miembro de las Brigadas Internacionales en la Guerra Civil Española y formó parte de la Resistencia en la Segunda Guerra Mundial. 

## Biografía
Goldin creció en Hartford, Connecticut y se formó como enfermera cualificada. Fue miembro de la KPUSA (Partido Comunista de los Estados Unidos) y se unió a la Brigada Abraham Lincoln "para luchar contra el fascismo". En mayo de 1937 viajó con otros brigadistas en el barco de pasajeros SS Normandie a Francia y luego en tren a España. Como enfermera, trabajó primero en Huete en la provincia de Cuenca, luego cerca del frente en El Escorial y en Teruel, así como en hospitales más grandes del Servicio Médico Internacional. En el Hospital Británico de Mataró conoció al estudiante vienés Harry Spiegel que había sido herido en la batalla del Ebro. Se casó con él en septiembre de 1938. Hasta febrero de 1939, atendió a los brigadistas heridos.  
Después del colapso de la República española y la fuga conjunta a Marsella (Francia), intentó sin éxito obtener una visa de Estados Unidos para su compañero. Cuando Harry Spiegel fue detenido como un "enemigo extranjero", ella consiguió su liberación. En Château de la Guette, cerca de París, los Spiegel, que eran judíos, se ocuparon de niños refugiados judíos de Alemania y Austria.  Después de la ocupación alemana de Francia, la pareja huyó al sur "libre" y encontró refugio con otros combatientes españoles en Cazaux-Debat en los Pirineos. Allí dio a luz a su hijo Peter en 1941. Su compañero trabajaba como leñador y quemador de carbón. Se unieron a la Resistencia y trabajaron desde 1943 con un nombre falso en una agencia de la Armada alemana en Marsella. Desde finales de 1945 hasta 1947, Goldin dirigió la Oficina de Ayuda a los Refugiados de la USC de los Unitaristas en Marsella. En 1947 regresó a los Estados Unidos por un año y luego volvió con su compañero a Viena.  

## Publicación
- La ración de leche. Un recuerdo del exilio y la resistencia en Francia. transl. por A. Reinfrank, en: Zwischenwelt, revista de Theodor Kramer Gesellschaft, 17. Año 2000 No. 1, págs. 31–34[9]

## Literatura
- Hans Landauer, Erich Hackl: Léxico de combatientes austríacos en España: 1936-1939, editor de Theodor-Kramer-Gesellschaft, Viena 2003, ISBN 3-901602-18-6, p. 214. - Publicación en línea actualizada y ampliada: Hans Landauer: Introducción al tema, Archivo de documentación de la resistencia austríaca, PDF, p. 37 y siguientes, consultado el 14 de octubre de 2013.

## Películas
- Into the Fire: American Women in the Spanish Civil War, documental de Julia Newman, EE. UU. 2002, 58 min.[10][11][12]
- Para ir al encuentro, documental de Juan Acarin, España 1973[13]